# Alsophis rijgersmaei
Alsophis rijgersmaei is een slang uit de familie toornslangachtigen (Colubridae) en de onderfamilie Dipsadinae.

## Naam en indeling
De wetenschappelijke naam van de soort werd voor het eerst voorgesteld door Edward Drinker Cope in 1869. De wetenschappelijke soortaanduiding rijgersmaei, die gouverneursarts en natuurvorser Hendrik van Rijgersma eert, is lange tijd geschreven als rijersmai. Er is nog geen Nederlandse naam voor deze soort.

## Uiterlijke kenmerken
De lichaamskleur is bruin, met een lichtere onderzijde, op de bovenzijde zijn onregelmatige donkere vlekken aanwezig. Van de snuitpunt tot de nek loopt een donkere oogstreep. De lengte is ongeveer een meter. Juvenielen hebben een donkere V-vormige vlek op de kop en een opvallend puntige staart.

## Levenswijze
De slang is bodembewonend en dagactief, de habitat bestaat uit de strooisellaag van het bos of tussen stenen in vochtige, rotsige omgevingen. Open plekken worden vermeden. Het voedsel bestaat uit kikkers, hagedissen en schildpadden. Een belangrijke bedreiging vormen door de mens geïntroduceerde exoten op de verschillende eilanden, zoals mangoesten, honden en katten.

## Verspreiding en habitat
Alsophis rijgersmaei komt voor op de Nederlandse Antillen op Sint Maarten en op de eilanden Saint-Barthélemy en Guadeloupe (beide behorend tot Frankrijk op de Kleine Antillen) en Anguilla dat tot de Britse overzeese gebieden behoort. De habitat bestaat uit droge tropische en subtropische bossen. Ook in door de mens aangepaste streken zoals weilanden en landelijke tuinen kan de slang worden aangetroffen.

## Beschermingsstatus
Door de internationale natuurbeschermingsorganisatie IUCN is de beschermingsstatus 'bedreigd' toegewezen (Endangered of EN).